# Повені у провінції Квазулу-Наталь (2022)
Повені у провінції Квазулу-Наталь — почалися 8 квітня 2022 року і були спричинені зливами. Особливо сильно постраждав місто Дурбан та його околиці. Загинуло щонайменше 395 людей, кілька тисяч будинків було пошкоджено або зруйновано. Найважливіша інфраструктура, включаючи дороги, системи зв'язку та електричні системи, також постраждали від повені, це ускладнило рятувальну операцію. Це самий смертоносний шторм в історії ПАР і одне з найбільш смертоносних стихійних лих у країні в ХХІ столітті.

## Події

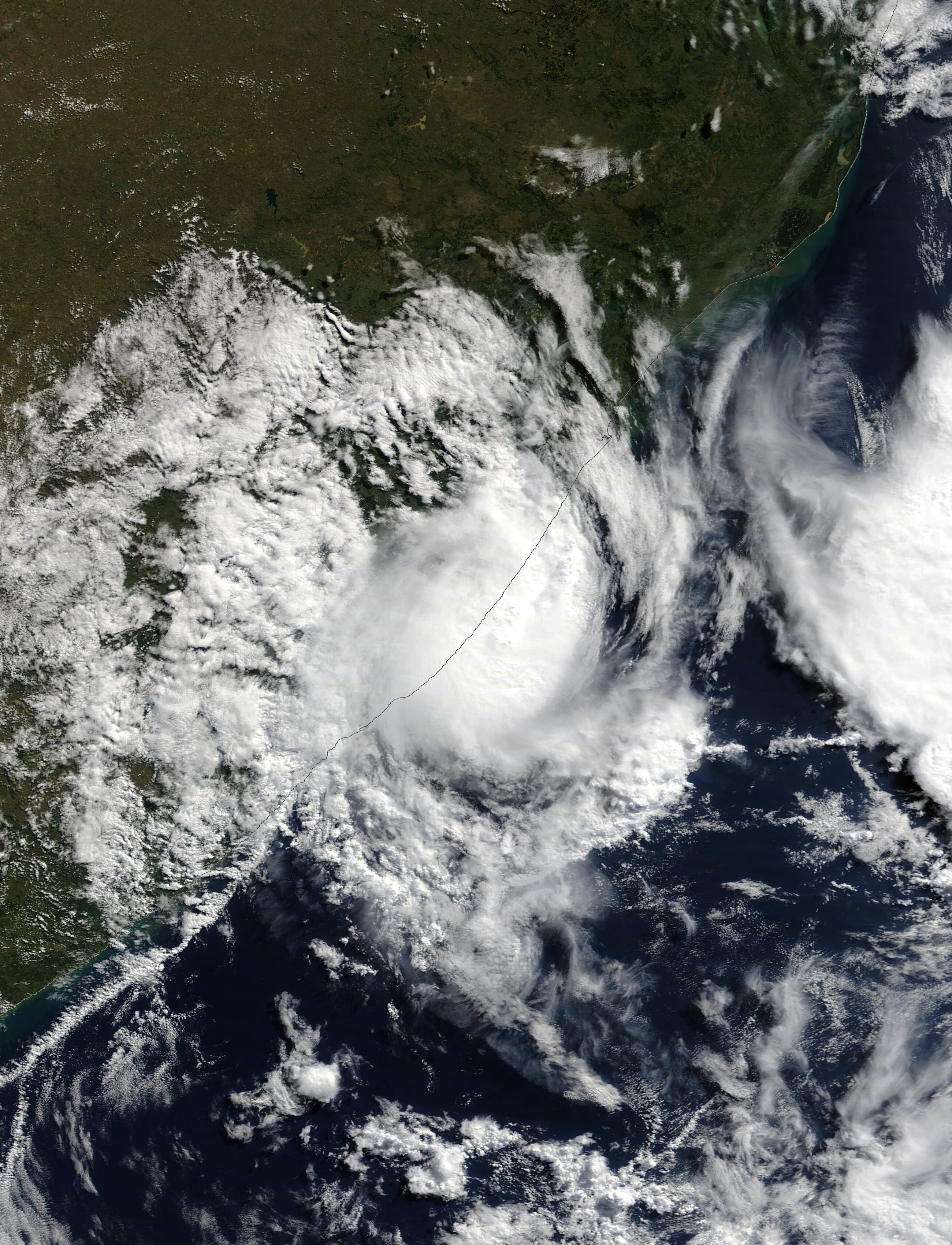
Субтропічна депресія «Ісса» 13 квітня

Сильні дощі почалися близько 8 квітня і тривали кілька днів. 11 квітня Південно-Африканська метеорологічна служба випустила попередження 5-го рівня для узбережжя і прилеглих до нього районів провінції Квазулу-Наталь, потім були випущені попередження 8-го, а потім 9-го рівня попередження. Найбільш інтенсивні опади випали в муніципалітетах Етеквіні, Ілембе та Угу. У період з 8 по 12 квітня на більшій частині Квазулу-Наталь випало понад 50 мм опадів, а у прибережних районах — понад 200 мм. 11-12 квітня в аеропорту Вірджинія випало 304 мм опадів.
12 квітня погодна система була класифікована як субтропічна депресія . Метео-Франс надала їй ім'я «Ісса». Система прямувала на південний захід вздовж узбережжя Південної Африки і досягнувши північно-східного узбережжя Східнокапської провінції вранці 13 квітня, повернула на північ, продовживши рухатися вздовж узбережжя Південної Африки у північно-східному напрямку, перш ніж вийти в море та послабшати.

## Наслідки

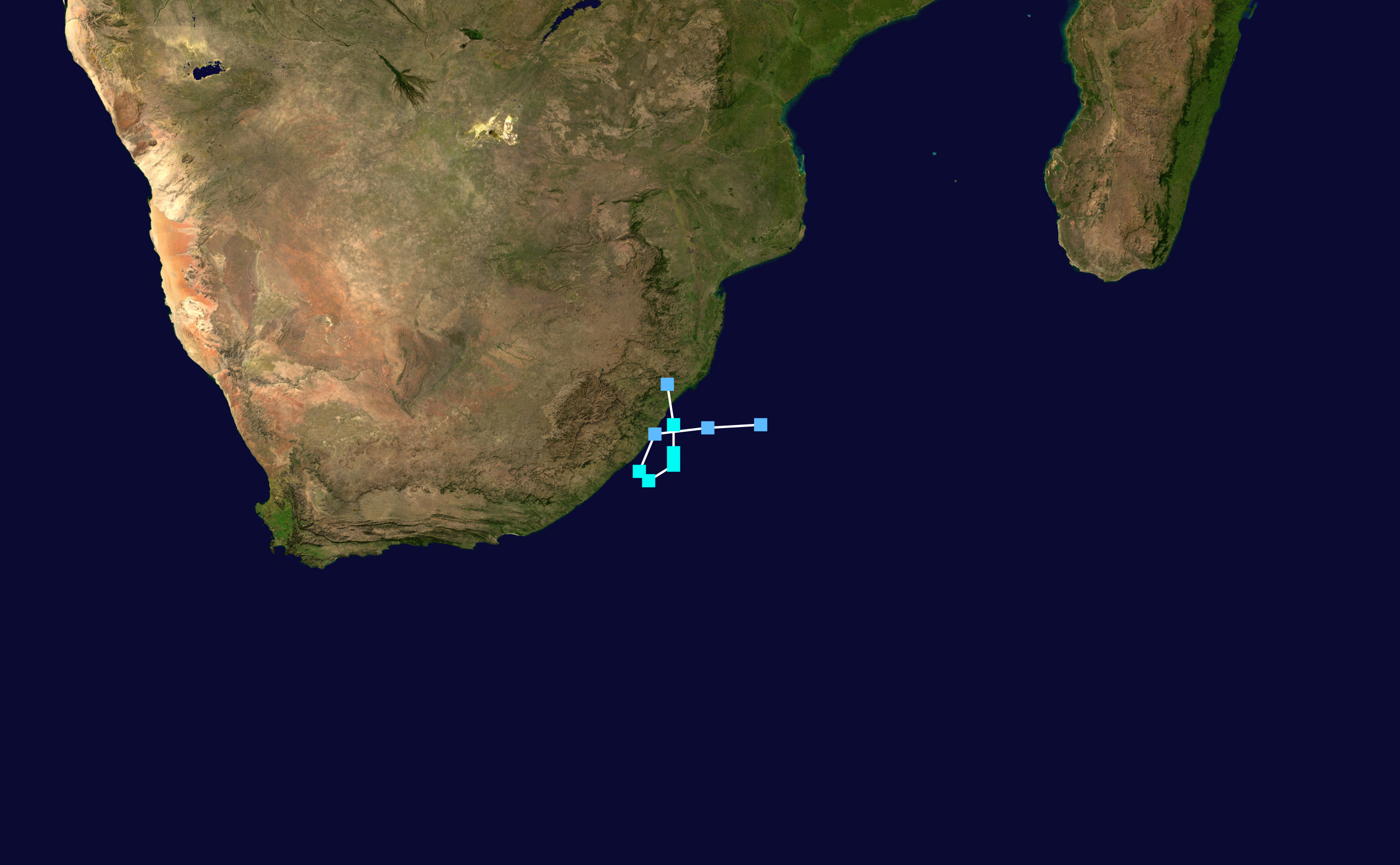
Траєкторія руху субтропічної депресії «Ісса»

Зливи завдали збитків будинкам, розмили дороги і викликали зсуви. 13 квітня було оголошено, що в Квазулу-Наталі загинуло 59 осіб: 45 в Етеквіні та 14 в Ілембі. Пізніше того ж дня число зареєстрованих смертей внаслідок повені збільшилося до 306, 15 квітня число збільшилося до 395. Прем'єр-міністр провінції Квазулу-Натал Сіхле Зікалала заявила, що щонайменше 4000 будинків були пошкоджені або зруйновані.
Прибережне шосе N2 зазнало розмиву, мости були зруйновані. Смуги руху на півдні автомагістралі N3, що з'єднує Дурбан і Йоганнесбург, були закриті через повінь і завали.
[[Transnet Freight Rail|Transnet призупинила портові операції у Дурбані. Зливи пошкодили дороги, що ведуть в порт. Судноплавство в порт також було припинено. Гребля гідроелектростанції компанії Eskom була затоплена водами, що піднялися, що зробило її непрацездатною.
Було завдано збитків мобільного зв'язку. Vodacom повідомила про 400 вишок, які постраждали в основному від перебоїв у подачі електроенергії та повеней, а також проблем із затопленими волоконно-оптичними кабелями. MTN заявила, що 500 об'єктів постраждали від повеней та перебоїв у подачі електроенергії.
Ріки Аманзімтоті, Умбило і Умгені вийшли з берегів, затопивши сусідні населені пункти. Приблизно 100 шкіл було пошкоджено, ще 500 було закрито по всій країні.
Збитки, завдані інфраструктурі, перешкоджали зусиллям з надання надзвичайної допомоги. Південно-Африканські національні сили оборони запросили підтримку повітря для своїх рятувальних операцій. Повідомлялося про мародерство пошкоджених морських контейнерів у порту Танснет.

## Реакція
13 квітня Національний центр боротьби зі стихійними лихами оголосив у провінції Квазулу-Натал надзвичайний стан.